# Denture
Ne doit pas être confondu avec Dentition.
Pour les articles homonymes, voir Denture (homonymie).
La denture d'un vertébré (ce qui inclut le genre humain) est l'ensemble de ses dents. Dans la langue courante on utilise souvent, par influence de l'anglais, le mot dentition à la place de denture, mais en français la dentition désigne précisément le processus de fabrication et de mise en place de la dent sur l'arcade (mâchoire).
Le nombre, la nature et la disposition des dents varient selon les espèces, et parfois selon les individus. La denture est en général caractéristique du régime alimentaire de l'espèce, mais il arrive que le régime habituel ne soit pas celui auquel la denture semble adaptée (paradoxe de Liem).
La denture des mammifères s'exprime par la formule dentaire du jeune ou de l'adulte. Pour les besoins de cette formule, on distingue sur chaque demi-mâchoire (supérieure ou inférieure), en partant du milieu de l'arcade dentaire, les incisives, les canines, les prémolaires et les molaires.

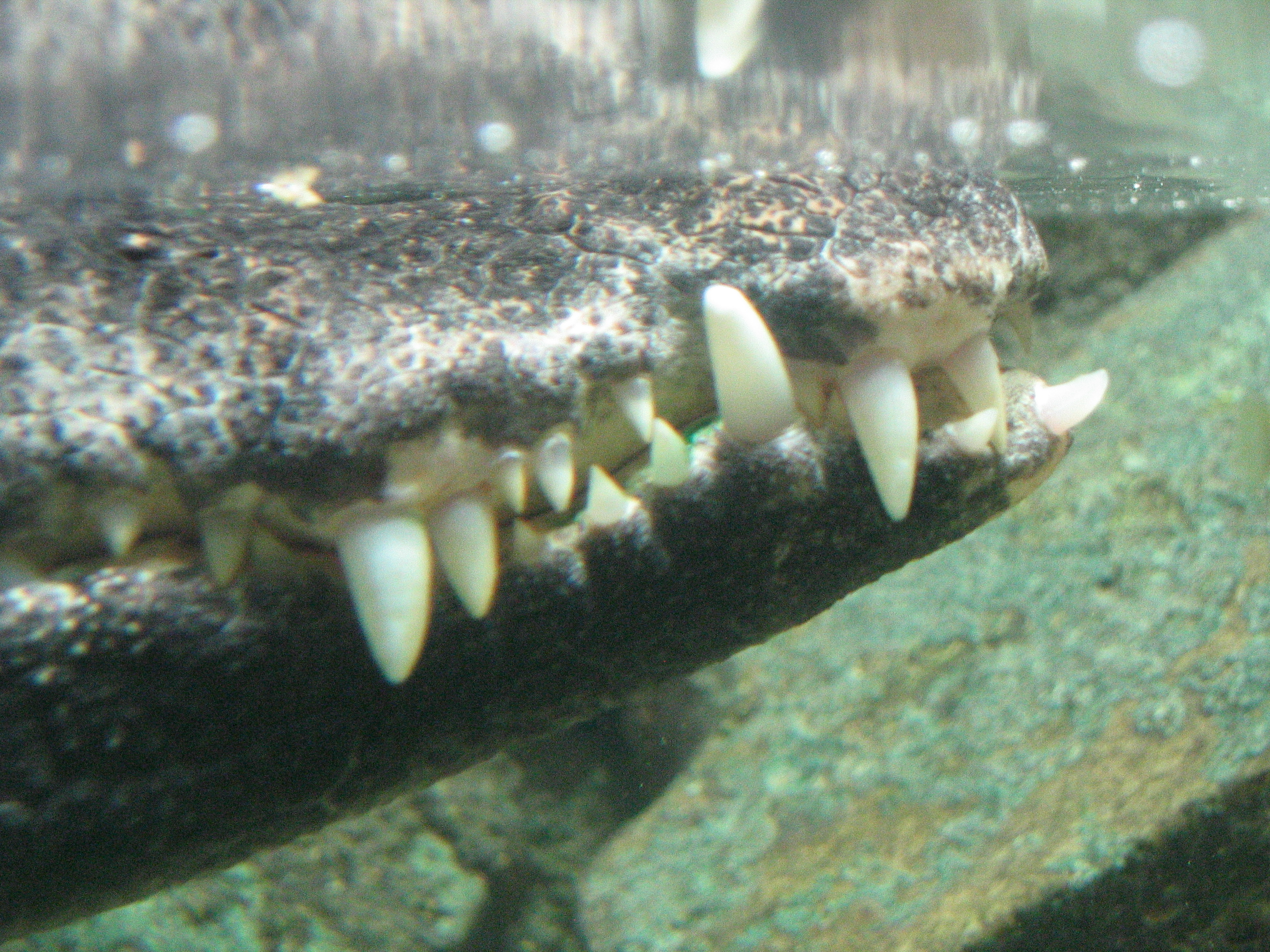
Denture de crocodile

On parle aussi de denture pour des objets portant des éléments alignés pouvant figurer des dents, comme à la préhistoire où des silex étaient alignés sur des outils.

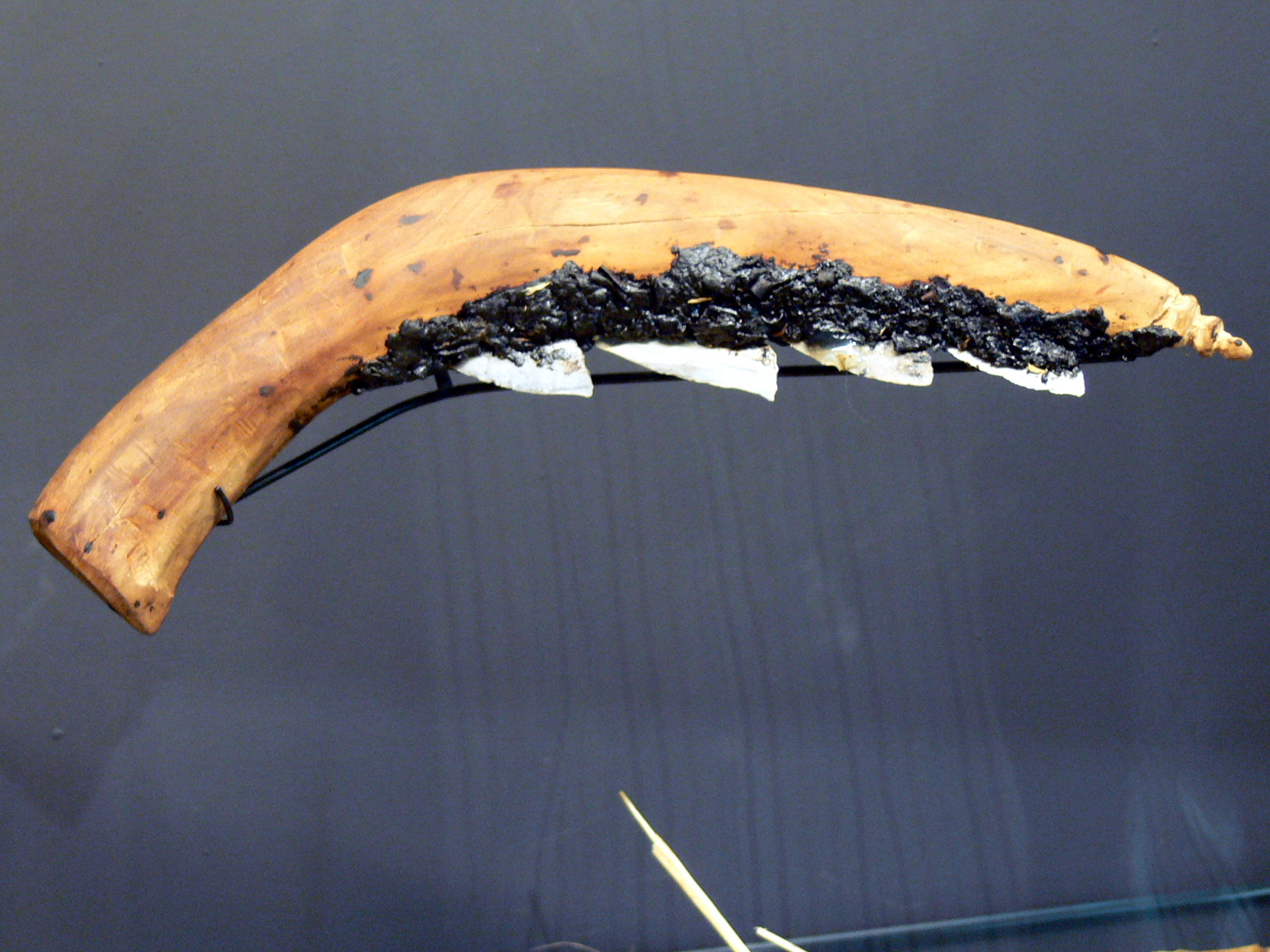
Faucille à denture en silex du néolithique

## Types de denture
On distingue les dentures selon : 
- l'implantation dentaire : denture acrodonte (dents se soudant par la base sur le bord supérieur libre des mâchoires), pleurodonte (dents se soudant latéralement contre le bord interne des mâchoires) et thécodonte (dents implantées dans des alvéoles de la mâchoire) ;
- le type de dents : denture homodonte (ou isodonte, dents identiques comme chez les odontocètes), hétérodonte (dents différenciées et spécialisées en incisives, canines, prémolaires et molaires) ;
- le nombre de cycles de remplacement dentaire : denture polyphyodonte (plusieurs dentitions au cours du développement de l'animal), diphyodonte (2 dentitions successives : la dentition définitive remplace la dentition temporaire dite lactée), monophyodonte (une seule dentition au cours du développement).

Les vertébrés montrent une évolution vers une spécialisation des dents (hétérodontie) et une réduction du nombre de cycles de remplacement (polyphyodontie). Les reptiles présentent une acrodontie ou une pleurodontie. Les mammifères et les crocodiles sont caractérisés par une thécodontie. La denture humaine est hétérodonte, partiellement diphyodonte (20 dents seulement sont remplacées) et partiellement monophyodonte (évolution unique de douze dents).

## Formule dentaire

### Denture humaine

Deux systèmes de numérotation de la denture humaine

La denture humaine est une denture thécodonte, hétérodonte et diphyodonte.
Les dents supérieures sont implantées sur le bord inférieur du processus alvéolaire du maxillaire et forment l'arcade dentaire maxillaire ou supérieure.
Les dents inférieures sont implantées sur le bord supérieur de la partie alvéolaire de la mandibule et forment l'arcade dentaire mandibulaire ou inférieure.
La formule dentaire de l'homme adulte est :
- 4 x 2 incisives (11, 12, 21, 22, 31, 32, 41 et 42)
- 4 x 1 canine (13, 23, 33 et 43)
- 4 x 2 prémolaires (14, 15, 24, 25, 34, 35, 44 et 45)
- 4 x 3 molaires (16, 17, 18, 26, 27, 28, 36, 37, 38, 46, 47 et 48)

Les nombres indiqués entre parenthèses correspondent aux numéros rouges du tableau ci-contre (code de la Fédération dentaire internationale).
L'enfant a 20 dents de lait, la denture déciduale (entre 6 mois et 6 ans) :
10 au niveau Maxillaire, et 10 au niveau de la mandibule :
- 4 x 2 incisives (51, 52, 61, 62, 71, 72, 81 et 82)
- 4 x 1 canine (53, 63, 73 et 83)
- 4 x 2 prémolaires (54, 55, 64, 65, 74, 75, 84 et 85)

Dans les cas d'anomalies de nombre, les dents surnuméraires ont le même numéro que celles qui leur ressemblent. ex. : 12bis, 28bis, 28ter.

### Autres espèces
En médecine vétérinaire, le système Triadan modifié est la nomenclature communément utilisée.

#### Mammifères
Les mammifères sont caractérisés par des dents avec des éminences coronaires (cuspides, tubercules et crêtes) et des dépressions coronaires (sillons, fosses et fossettes).
- La denture du Porc est dite complète avec un total de 44 dents (voir ci-contre). Les éleveurs meulent ou coupent l'extrémité des canines des porcs pour les rendre moins dangereux pour l'éleveur mais aussi entre eux.
- Les quatre grandes canines pointues des Carnivores sont appelées crocs.
  - Le Chat a 30 dents (voir ci-contre).
- Les rongeurs n'ont pas de canines (voir ci-contre).

- Les juments adultes (> 6 ans) n'ont ordinairement que 36 dents, alors qu'un cheval mâle adulte en a normalement 40, et peut en avoir jusqu'à 44 : trois paires d'incisives (respectivement nommées pinces, mitoyennes et coins), un espace édenté appelé barre, deux paires de canines (chez les mâles) appelées crochets ou crocs, trois paires de prémolaires et trois paires de molaires, sur chaque maxillaire. Les juments ont parfois des canines dans les cas de stérilité (juments bréhaignes).
- Les ruminants n'ont pas d'incisives sur le maxillaire supérieur. Un bourrelet gingival les remplace.

#### Autres vertébrés
- Les serpents venimeux ont des canines pointues, perçantes et creuses, appelées crochets.